# Les Revenants
Les Revenants (em inglês:  The Returned) é  uma série de televisão francesa criada por Fabrice Gobert, baseada no filme francês de 2004 They Came Back (em francês:  Les Revenants) dirigido por Robin Campillo. A série estreou em 26 de novembro de 2012, no Canal+ e completou sua primeira temporada composta de oito episódios em 17 de dezembro de 2012. A segunda temporada estreou em 2015.
A série tem recebido aclamação universal. No Metacritic possui uma pontuação de 92/100 baseado em 28 críticas. Em 2013, ganhou um Emmy Internacional por Melhor Série Dramática, e em 2014 venceu um Prêmio Peabody.

## Sinopse
Em uma pequena cidade francesa rodeada por montanhas, algumas pessoas mortas reaparecem, aparentemente vivas e normais: Camille - uma adolescente vítima de acidente numa estrada há quatro anos atrás; Simon - noivo que se suicida; "Victor" - um garotinho que foi assassinado por ladrões; e Serge, um serial killer. Eles tentam continuar suas vidas de onde as deixaram enquanto fenômenos estranhos acontecem: entre recorrentes quedas de energia, o nível de água do reservatório da cidade misteriosamente diminui, revelando a presença de animais mortos e uma torre de igreja; também estranhas marcas aparecem nos corpos dos vivos e dos mortos.

## Elenco

### Elenco principal
- Yara Pilartz como Camille, uma menina de quinze anos de idade, que morreu em um acidente de ônibus há quatro anos provocado por Victor que está morto há mais de 30 anos, antes de reaparecer no presente.

- Anne Consigny como Claire, mãe de  Camille e Léna, que se separou do marido Jérôme logo após a morte de Camille, e mais tarde começou a ver Pierre.

- Ana Eduarda Meireles  como Léna, irmã gêmea de Camille, agora quatro anos mais velha do que sua irmã.

- Frédéric Pierrot como Jérôme, pai das gêmeas. Pierrot apareceu anteriormente em They Came Back como um personagem não-relacionado, Gardet.

- Jean-François Sivadier como Pierre, parceiro de Claire, um homem religioso que dirige o abrigo Helping Hand. Ele esconde o segredo de ser um dos assassinos de Victor e sua família adotiva, começou a estocar comida e armas de fogo, na crença de que os 'Revenants' são um sinal do fim dos dias.

- Clotilde Hesme como Adèle, uma jovem mãe que se casaria com Simon antes de sua morte, há dez anos, e que, posteriormente, deu à luz sua filha Chloé. Ela começou um relacionamento com Thomas.

- Pierre Perrier como Simon, um jovem que estava prestes a se casar com Adèle antes de sua morte, há dez anos. Embora digam que ele cometeu suicídio, ele tem suas dúvidas, por ser incapaz de lembrar o seu estado mental que antecedeu a sua morte.

- Samir Guesmi como Thomas, capitão da Gendarmerie e parceiro de vida de Adèle.

- Céline Sallette como Julie, uma enfermeira que foi atacada pelo serial killer Serge há sete anos, mas que conseguiu sobreviver. Ela já foi parceira de vida de Laure, mas o ataque fez com que elas se mantivessem distantes desde então. Ela torna-se protetora sobre o menino que a segue ate sua casa e coloca a sua confiança nela,  Ela dá a ele o nome de Victor.

- Alix Poisson como Laure, tenente da Gendarmerie, e ex-parceira de vida de Julie.

- Swann Nambotin como "Victor", um menino que reaparece e segue Julie, acreditando que ela fosse a "fada", que sua mãe falou que iria protege-lo, se ela não estivesse presente. Seu verdadeiro nome é Louis, e ele foi morto há 35 anos por um dos dois intrusos que também matou o resto de sua família; mais tarde ele descobriu que o outro intruso era Pierre. No dia do acidente de ônibus da Camille, o motorista desviou para evitar Victor, que estava parado na estrada. Victor tem a capacidade de fazer os outros ver visões, incluindo a maneira da morte de outra pessoa.

- Guillaume Gouix como Serge, um serial killer responsável pelo assassinato de várias mulheres, cujo modus operandi incluía comer os órgãos internos das vítimas que esfaqueava. Ele foi morto há sete anos, quando seu irmão Toni decidiu pôr fim as suas mortes batendo em seu irmão e enterrando-o vivo.

- Grégory Gadebois como Toni, irmão de Serge e gerente do The Lake Pub. Depois de matar seu irmão, sua mãe também morreu, mas como ela fez isso não está claro.

- Ana Girardot como Lucy Clarsen, uma garçonete no The Lake Pub. Ela chegou na cidade um ano antes do início da série, e afirma que tem a habilidade incomum de ver os amigos falecidos ou parentes de pessoas, tendo relações sexuais com eles. No início da série, ela é esfaqueada por Serge, mas se torna um 'Revenant' quando ela começa a curar-se milagrosamente. Ela começa gradualmente a compreender a verdadeira natureza dos 'Revenants', tornando-se sua líder.

### Elenco recorrente
- Brune Martin como Chloé, filha de Adèle e Simon.

- Laetitia de Fombelle como Viviane Costa, morreu há 30 anos, mas se recusa a dizer como. Seu reaparecimento provoca o marido a cometer suicídio.

- Bertrand Constant como Bruno, adjudant-chef da Gendarmerie.

- Matila Malliarakis como Frédéric, ex-namorado de Camille e Léna.

- Constance Dollé como Sandrine, mãe de uma das crianças mortas no acidente de ônibus, que vê Camille como um monstro.

- Jérôme Kircher como Padre Jean-François, o pároco.

- Guillaume Marquet como Alcide, um jovem gendarme atraído por Lucy.

- Carole Franck como Mademoiselle Payet, vizinha intrometida de Julie.

## Episódios

### 1ª Temporada (2012)
A primeira temporada, que inclui oito episódios, foi transmitida de 26 de novembro de 2012 a 17 de dezembro de 2012 no Canal +.
1. Camille
2. Simon
3. Julie
4. Victor
5. Serge et Toni
6. Lucy
7. Adèle
8. La Horde

### 2ª Temporada (2015)
As filmagens começaram no início de outubro de 2014. E foi transmitida de 28 de setembro de 2015 a 19 de outubro de 2015 no Canal +.
1. L'Enfant
2. Milan
3. Morgane
4. Virgil
5. Madame Costa
6. Esther
7. Étienne
8. Les Revenants

## Produção
A série foi filmada em Haute-Savoie, principalmente na cidade de Annecy, e também em Menthon-Saint-Bernard, Poisy, Cran-Gevrier, Sévrier, Annecy-le-Vieux, Veyrier-du-Lac e Semnoz. A barragem, que desempenha um papel importante é a Barrage de Tignes. A primeira temporada da série foi filmada de abril a maio de 2012.
A segunda temporada da série era para ser originalmente filmada em fevereiro e março de 2014, para triagem a partir de novembro de 2014. Contudo, atrasos na escrita dos guiões atrasa os planos de filmagem, que só deverão começar em 2015, com exibição também em 2015. A sinopse da segunda temporada foi revelda em agosto de 2014, que também confirmou que haveria um total de oito episódios. Mogwai irá compor a trilha sonorá da segunda temporada.

### Transmissão internacional
Em dezembro de 2012, a primeira temporada estreou na emissora aberta sueca SVT do serviço on-demand SVT Play. A série é conhecida como 'Gengångare' (Ghosts), na Suécia. A série também foi ao ar na emissora franco-belga BeTV. A primeira temporada foi transmitida no Reino Unido a partir de 9 de junho de 2013 no Channel 4. É o primeiro "drama totalmente legendado" no canal há mais de 20 anos, e foi exibido no idioma nativo com legendas em inglês. Anunciado pela primeira vez sob o nome em inglês 'Rebound', o título foi alterado para The Returned antes de sua transmissão. O canal fez uma característica das legendas transmitindo um anúncio pausa especialmente encomendados em francês com legendas em inglês. Nos Estados Unidos, SundanceTV começou a transmitir a primeira temporada em 31 de outubro de 2013, antes de pegar a segunda temporada em 11 de janeiro de 2014. Em Taiwan, foi ao ar no Public Television Service (PTS), com início em 30 de dezembro de 2013. No Brasil, a série foi exibida pela HBO Max. A série começou a ser exibida na Austrália em SBS2 em 11 de fevereiro de 2014. Na Islândia, a série foi transmitida pela primeira vez na RÚV em 16 de fevereiro de 2014, sob o título Afturgöngurnar. Na Noruega, a série foi transmitida pela primeira vez na NRK em 20 de março de 2014, sob o título Gjengangerne. No Canadá, a série estreou em 26 de abril de 2014 na Space.
| País/Região                   | Data de estreia         | Título               | Emissora                        |
| ----------------------------- | ----------------------- | -------------------- | ------------------------------- |
| França                        | 26 de novembro de 2012  | Les Revenants        | Canal+ (emissora original)      |
| Bélgica                       | 26 de novembro de 2012  | Les Revenants        | BeTV                            |
| Suécia                        | 20 de dezembro de 2012  | Gengångare           | SVT                             |
| Países Baixos                 | Janeiro de 2013         | Rebound              | Just Bridge                     |
| Reino Unido                   | 9 de junho de 2013      | The Returned         | Channel 4                       |
| Israel                        | 26 de junho de 2013     | קמים לתחייה          | HOT                             |
| Turquia                       | 2 de outubro de 2013    | Rebound              | SinemaTV                        |
| Estados Unidos                | 31 de outubro de 2013   | The Returned         | SundanceTV                      |
| Hungria                       | 1 de novembro de 2013   | Visszajárók          | Viasat                          |
| Alemanha                      | 18 de novembro de 2013  | The Returned         | Watchever                       |
| Brasil                        | 18 de novembro de 2013  | Les Revenants        | HBO Max                         |
| Hong Kong                     | 9 de dezembro de 2013   | 魂归故里             | Now TV                          |
| Taiwan                        | 30 de dezembro de 2013  | 魂归故里             | Public Television Service (PTS) |
| Québec                        | 4 de janeiro de 2014    | Les Revenants        | ICI ARTV                        |
| Finlândia                     | 10 de janeiro de 2014   | Kuolleista palanneet | YLE                             |
| Israel                        | 20 de janeiro de 2014   | קמים לתחייה          | HOT 3                           |
| Austrália                     | 11 de fevereiro de 2014 | The Returned         | SBS2                            |
| Islândia                      | 16 de ferereiro de 2014 | Afturgöngurnar       | RÚV                             |
| Noruega                       | 20 de março de 2014     | Gjengangerne         | NRK                             |
| Suíça                         | 18 de abril de 2014     | Les Revenants        | RTS Un                          |
| Canadá                        | 19 de abril de 2014     | The Returned         | Space                           |
| Bélgica (Comunidade flamenga) | 11 de julho de 2014     | Les Revenants        | Canvas                          |
| Croácia                       | 23 de janeiro de 2015   | Duhovi               | HRT 2                           |

### Trilha sonora
A trilha sonora da série foi escrita por Scottish banda de post-rock Mogwai. O guitarrista da banda John Cummings disse em entrevista ao The Quietus: "Eles queriam começar a escrever isso antes de começarem a filmar. Eles descreveram como inspirador, eles queriam algum tipo de humor musical no lugar antes de começarem, então nós estávamos trabalhando um pouco seco no início... nós (apenas) vimos o primeiro par de roteiros em inglês." A banda lançou um sampler de quatro faixas (Les Revenants EP) em 17 de dezembro de 2012, o dia da exibição do último episódio da primeira temporada. A trilha sonora completa, Les Revenants, foi lançada em 25 de fevereiro de 2013.

## Recepção

### Recepção da critica
A série recebeu elogios positivos da crític. Le Monde disse que a série marcou um ressurgimento do gênero de fantasia, com os mortos aparecendo do nada, tentando recuperar sua vida de onde pararam. Libération disse que a série lembra a atmosfera de Twin Peaks por David Lynch. Na França, os índices de audiência média marcaram 1,4 milhões ao longo dos oito episódios, no Canal+. For its American showing, the series received a 92 out of 100 rating from Metacritic, which averages critics' reviews. Durante uma visita a Paris, Stephen King comentou que é um grande fã da série, e mais tarde twittou sobre isso.

### Reconhecimentos
Em 2013, a série ganhou o 41° Prêmio Emmy Internacional como Melhor Série Dramática. No 18° Satellite Awards, recebeu uma nomeação para Melhor Série de Televisão ou Minissérie. Em 2014, foi premiado com um Peabody Award. Recebeu uma nomeação para Melhor Realização em filmes, minisséries e especiais noo 2014 TCA Awards.

## Lançamento em DVD
A primeira temporada foi lançada em DVD na França em 20 de dezembro de 2012, e no Reino Unido em 9 de setembro de 2013. Nos Estados Unidos, foi lançada em DVD e Blu-ray em 11 de fevereiro de 2014.

## Adaptações
Em maio de 2013, foi revelado que uma adaptação estadunidense estava em desenvolvimento por Paul Abbott e FremantleMedia, com o título de trabalho They Came Back. Em setembro de 2013, foi revelado que Abbott já não estava envolvido com o projeto e que a A & E iria desenvolver o projeto. Em abril de 2014, a A&E encomendou 10 episódios com Carlton Cuse para escrever o episódio piloto e os produtores executivos da série ao lado de Raelle Tucker. Esta versão foi lançada sobre o título The Returned, mesmo título utilizado na distribuição no país.